# 28 Гидры
28 Гидры (лат. 28 Hydrae), HD 81420 — двойная звезда в созвездии Гидры на расстоянии приблизительно 818 световых лет (около 251 парсек) от Солнца. Видимая звёздная величина звезды — +5,594m.

## Характеристики
Первый компонент — оранжевый гигант спектрального класса K4-5III, или K5III, или K5. Масса — около 2,699 солнечной, радиус — около 67,02 солнечного, светимость — около 759,705 солнечной. Эффективная температура — около 3952 K.
Второй компонент — коричневый карлик. Масса — около 25,69 юпитерианской. Удалён в среднем на 2,082 а.е..